# Made in Germany 1995–2011
Made in Germany 1995–2011 ist die erste Best-of-Kompilation der deutschen Metal-Band Rammstein. Das Album wurde im Juni 2011 angekündigt, zeitgleich zum startenden Ticketverkauf zur gleichnamigen Tour, und am 2. Dezember 2011 veröffentlicht. Es stieg sofort auf Platz eins der deutschen Album-Charts ein und erhielt für mehr als 500.000 verkaufte Einheiten eine fünffache Goldene Schallplatte.

## Versionen
- Die „Standard Edition“ beinhaltet eine CD mit 16 Titeln
- Die „Special Edition“ enthält zusätzlich eine CD mit 17 Remix-Titeln.
- Die „Limited Super Deluxe Edition“ beinhaltet als Extra ein 240-seitiges Fotobuch sowie den gesamten Video-Katalog der Band samt allen Making-ofs auf drei DVDs. Das Video zu „Pussy“ ist weder die unzensierte, auf einer Erotikplattform vorgestellte Hardcoreversion, noch die verpixelte TV-Version. Vielmehr wurden die im Sinne des Jugendschutzes problematischen Stellen der Hardcoreversion mit Darstellungen primärer Geschlechtsorgane durch andere Bilder ersetzt. Auch wenn nun gegenüber der TV-Version noch deutlich mehr nackte Haut zu sehen ist, hat der Neuschnitt eine FSK-16-Freigabe erhalten.[1] Die auf 22.000 Stück[2] limitierte Auflage war bereits am Veröffentlichungstag weitgehend vergriffen. Teile der Auflage weisen größere Produktionsfehler auf, beispielsweise doppelte und fehlende Medien, mangelhafte Entgratung der Metallteile oder unvollständigen Aufdruck, so dass Rammstein und die vertreibende Firma Universal einen kostenlosen Austausch ankündigten.[3]

## Titelliste

### CD 1
1. Engel – 4:23
2. Links 2-3-4 – 3:40
3. Keine Lust – 3:42
4. Mein Teil – 4:38
5. Du hast – 3:54
6. Du riechst so gut – 4:32
7. Ich will – 3:39
8. Mein Herz brennt – 4:41
9. Mutter – 4:31
10. Pussy – 3:58
11. Rosenrot – 3:52
12. Haifisch – 3:42
13. Amerika – 3:47
14. Sonne – 4:07
15. Ohne dich – 4:31
16. Mein Land – 3:53

Diese CD ist Bestandteil aller drei Editionen.

### CD 2
1. Du riechst so gut ’98 – Remix by Faith No More – 1:58
2. Du hast – Remix by Jacob Hellner – 6:42
3. Stripped – Remix by Johan Edlund – 4:22
4. Sonne – Remix by Clawfinger – 4:09
5. Links 2-3-4 – Remix by WestBam – 3:40
6. Mutter – Remix by Sono – 7:21
7. Feuer frei! – Remix by Junkie XL – 4:10
8. Mein Teil – Remix by Pet Shop Boys – 4:04
9. Amerika – Remix by Olsen Involtini – 3:15
10. Ohne dich – Remix by Laibach – 3:58
11. Keine Lust – Remix by Black Strobe – 7:07
12. Benzin – Remix by Meshuggah – 5:05
13. Rosenrot – Remix by Northern Lite – 4:46
14. Pussy – Remix by Scooter – 4:53
15. Rammlied – Remix by Devin Townsend – 5:06
16. Ich tu dir weh – Remix by Fukkk Offf – 6:08
17. Haifisch – Remix by Hurts – 3:45

Diese CD ist Bestandteil der Special und der Super Deluxe Edition.

### DVD 1
1. Du riechst so gut – 4:11
2. Making of "Du riechst so gut" – 9:22
3. Seemann – 4:28
4. Making of "Seemann" – 9:13
5. Rammstein – 4:39
6. Making of "Rammstein" – 9:46
7. Engel – 4:34
8. Making of "Engel" – 9:18
9. Du hast – 4:03
10. Making of "Du hast" – 16:07
11. Du riechst so gut '98 – 4:33
12. Making of "Du riechst so gut '98" – 7:04
13. Stripped – 4:02
14. Making of "Stripped" – 10:39

### DVD 2
1. Sonne – 4:09
2. Making of "Sonne" – 23:04
3. Links 2-3-4 – 3:44
4. Making of "Links 2-3-4" – 10:23
5. Ich will – 4:16
6. Making of "Ich will" – 20:04
7. Mutter – 3:56
8. Making of "Mutter" – 8:25
9. Feuer frei! – 3:19
10. Making of "Feuer frei!" – 8:22
11. Mein Teil – 4:40
12. Making of "Mein Teil" – 31:06
13. Amerika – 4:27
14. Making of "Amerika" – 12:10
15. Ohne dich – 5:50
16. Making of "Ohne dich" – 11:28
17. Keine Lust – 6:08
18. Making of "Keine Lust" – 12:31

### DVD 3
1. Benzin – 3:40
2. Making of "Benzin" – 14:09
3. Rosenrot – 4:08
4. Making of "Rosenrot" – 24:49
5. Mann gegen Mann – 3:59
6. Making of "Mann gegen Mann" – 7:23
7. Pussy – 4:08
8. TV-Trailer zu "Pussy" – 0:28
9. Making of "Pussy" – 19:08
10. Ich tu dir weh – 4:05
11. TV-Trailer zu "Ich tu dir weh" – 2:38
12. Making of "Ich tu dir weh" – 12:00
13. Haifisch – 4:39
14. Making of "Haifisch" – 14:42
15. Mein Land – 4:33
16. TV-Trailer zu "Mein Land" – 1:55
17. Making of "Mein Land" – 29:03

Die drei DVDs sind ausschließlich Bestandteil der Limited Super Deluxe Edition.

## Auszeichnungen für Musikverkäufe
| Land/Region                  | Auszeichnungen für Musikverkäufe (Land/Region, Auszeichnung, Verkäufe) | Verkäufe |
| ---------------------------- | ---------------------------------------------------------------------- | -------- |
| Belgien (BRMA)               | Gold                                                                   | 15.000   |
| Dänemark (IFPI)              | Platin                                                                 | 20.000   |
| Deutschland (BVMI)           | 5× Gold                                                                | 500.000  |
| Finnland (IFPI)              | Platin                                                                 | 20.000   |
| Österreich (IFPI)            | Gold                                                                   | 10.000   |
| Polen (ZPAV)                 | Platin                                                                 | 20.000   |
| Russland (NFPF)              | Gold                                                                   | 5.000    |
| Schweiz (IFPI)               | Gold                                                                   | 15.000   |
| Tschechien (IFPI)            | Gold                                                                   | 2.500    |
| Vereinigtes Königreich (BPI) | Silber                                                                 | 60.000   |
| Insgesamt                    | 1× Silber · 6× Gold · 5× Platin ·                                      | 667.500  |

Hauptartikel: Rammstein/Auszeichnungen für Musikverkäufe